# 瓦內薩·吉倫失蹤案
瓦內薩·吉倫（英語：Vanessa Guillen）是美国得克萨斯州胡德堡的一位20歲女兵，她于2020年4月22日在营房停车场失踪。在吉伦失踪之前，她告诉家人，她曾經被胡德堡的一名中士性骚扰，不過吉倫並未透露這名中士的名字。吉倫母亲建议举报性騷擾的中士，但吉倫表示，此前也有遭到性騷擾的女兵舉報該名中士，不過均被開除。。吉倫担心如果向母亲透露中士的姓名，母親會舉報中士，這樣反而會導致母親遭到報復。几周后，瓦內薩失踪了。2020年7月1日，吉倫的家人在新聞發佈會上表示，在胡德堡附近发现了一具尸體，該尸体很可能是吉倫本人。同一天，技术兵罗宾逊（Aaron David Robinson）在警方试图逮捕时自杀。經調查，吉倫於2020年4月在胡德堡被人用锤子打死。     

## 另見
- ＃MeToo